# Волун (заповідник)

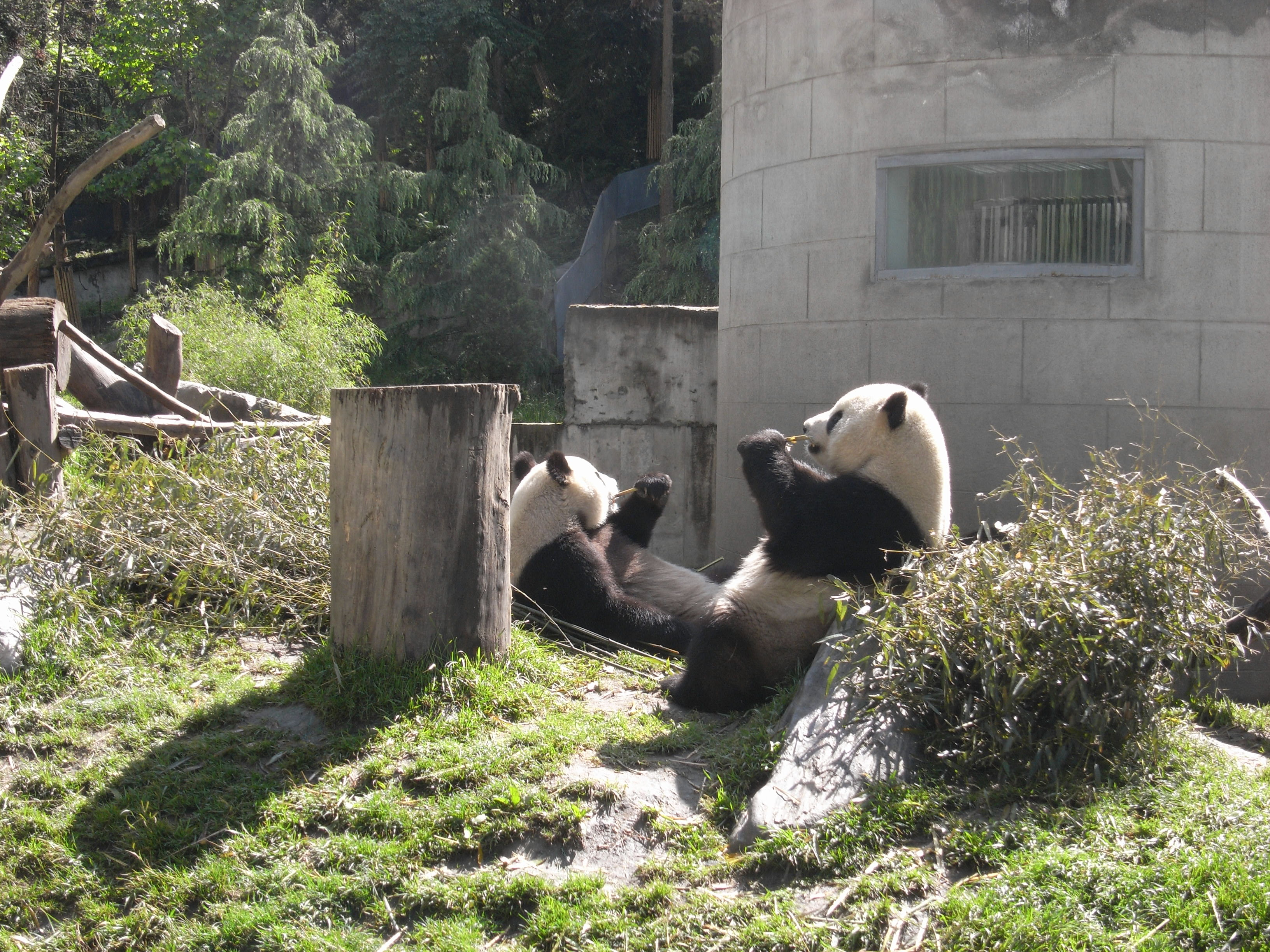
Панди Улунського заповідника

Національний природний заповідник Улун (四川卧龙国家级自然保护区) — заповідна територія в провінції Сичуань (КНР), що є частиною комплексу резерватів великої панди, який у 2006 році включено до Всесвітньої спадщини ЮНЕСКО.

## Опис
Розташовано в повіті Веньчуань Нгава-Тибетсько-Цянської автономної префектури. Загальна площа становить близько 200 000 гектар. Через територію проходить гірський потік, береги якого представлять валуни й округле каміння. Клімат тропічний і помірний.
На території резервату мешкає більше 4000 біологічних видів, зокрема мала панда, азійська золотиста кішка, димчастий леопард, червоний вовк, барс, рись, кабарга, біломордий, чубатий олені, сірий горал, індійський замбар, золотиста кирпоноса мавпа, тибетський макака, їжатець, теледу, бамбуковий пацюк, лілея королівська.
У заповіднику проживає 150 панд і ймовірність побачити що-небудь незвичайне значно вище. Тут є також молоді панденята, які найцікавіші для спостереження. Саме панди-підлітки збирають навколо себе найбільшу кількість туристів.

## Історія
Створено в 1963 році. Є великим центром дослідження і розведення великих панд. на сьогодні тут з'явилося 66 панд. У 1979 році створено керівний орган заповідника при Державному управлінні лісового господарства.
У 1980 році на базі заповіднику створено Китайський центр зі збереження і дослідження великої панди. У 1983 році створено спеціальний адміністративний район Улун. Він є єдиним в КНР, де межі району і заповіднику збігаються.
Щороку відвідує 100 тис. туристів. Внаслідок цього відповідно до досліджень Мічиганського університету (США) заповідник опинився під більшою загрозою руйнування, ніж до утворення заповіднику. У 2006 році увійшов до переліку резерватів, що стали Світовою спадщиною в Китаї.
У 2008 році значних збитків заповіднику завдав потужний землетрус, в результаті якого 1 панда-самиця загинула.